# Shardikberg
Der Shardikberg ist ein 2300 m hoher Berg im ostantarktischen Viktorialand. In der Explorers Range der Bowers Mountains ragt er nordwestlich des Mount Hager auf.
Wissenschaftler der deutschen Expedition GANOVEX III (1982–1983) benannten ihn. Namensgeber ist der Roman Shardik des britischen Schriftstellers Richard Adams aus dem Jahr 1974.